# Comitato Olimpico del Nepal
Il Comitato Olimpico del Nepal (noto anche come Nepal Olympic Committee in inglese) è un'organizzazione sportiva nepalese, nata nel 1962 a Kathmandu, Nepal.
Rappresenta questa nazione presso il Comitato Olimpico Internazionale (CIO) dal 1963 ed ha lo scopo di curare l'organizzazione ed il potenziamento dello sport in Nepal e, in particolare, la preparazione degli atleti nepalesi, per consentire loro la partecipazione ai Giochi olimpici. L'associazione è, inoltre, membro del Consiglio Olimpico d'Asia.
L'attuale presidente del comitato è Dhruba Bahadur Pradhan, mentre la carica di segretario generale è occupata da Jeevan Ram Shrestha.